# Zettemin
Zettemin est une municipalité allemande située dans le land de Mecklembourg-Poméranie-Occidentale et l'Arrondissement du Plateau des lacs mecklembourgeois.

## Personnalités liées à la ville
- Franz Pflugradt (1861-1946), peintre né à Zettemin.